# Штрикер, Иван Христианович
Иван Христианович Штрикер (1750—1840) — свеаборгский плац-майор, полковник.

## Биография
Иван Штрикер родился в 1750 году и по желанию отца, который хотел дать сыну медицинское образование, определён был сперва в лекарские ученики, но вспыхнувшая в 1768 году русско-турецкая война решила участь Штрикера. Он поступил на военную службу, к которой имел особое влечение, и в 1777 году был произведен в первый офицерский чин.
Вслед за тем Штрикер с успехом принимал участие в войне с барскими конфедератами и по возвращении из похода, в чине подпоручика, состоял адъютантом при генерал-фельдцейхмейстере графе Орлове, а после смерти последнего назначен был в число офицеров Сухопутного шляхетского корпуса.
Состоя на службе в корпусе, Штрикер был произведён в поручики и в капитан-поручики, а, закончив здесь формирование кадетских рот, был переведён во Фридрихсгамский артиллерийский гарнизон. Дальнейшая служба Штрикера прошла в Финляндии.
Произведенный в капитан-майоры, он командовал некоторое время Кексгольмским артиллерийским гарнизоном, в 1808 году, во время войны против шведов состоял командиром Гангутских укреплений. В 1810 году был назначен командиром артиллерийского гарнизона в Свеаборге, а с 1811 года, числясь по полевой артиллерии полковником, там же состоял плац-майором.
Около 30 лет прожил Штрикер безвыездно в Свеаборге и умер здесь в глубокой старости, 6 июля 1840 года, прослужив 63 года в офицерских чинах. Он помнил три царствования, императора Николая Павловича видел младенцем и умел с большим интересом рассказывать о минувшем. Девяностолетним старцем Штрикер сохранял еще замечательную бодрость духа, твердо верил в силу прогресса и всей душей был предан отечеству.
Среди прочих наград Штрикер имел орден св. Георгия 4-й степени, пожалованный ему 18 декабря 1830 года за многолетнюю беспорочную выслугу (№ 4452 по кавалерскому списку Григоровича — Степанова).